# 史柯塔的太陽
《史柯塔的太陽》（法語：Le Soleil des Scorta）是法國作家羅蘭·高蝶的作品，高蝶憑此作品獲得了2004年的龔古爾文學獎。故事講述一個大盜的家族，馬斯卡松出獄後強姦了夢中情人，出生的私生子繼承了馬斯卡松邪惡的細胞而歛財致富，卻奇怪地不留一分一毫給子女，令三名子女受盡白眼自力更新。